# 阿蒂略區

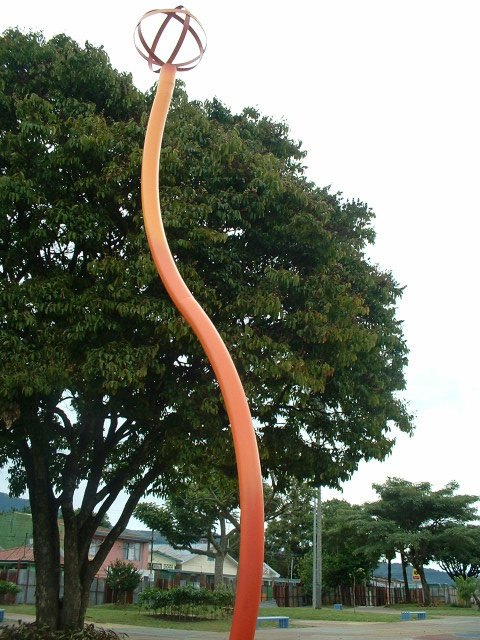

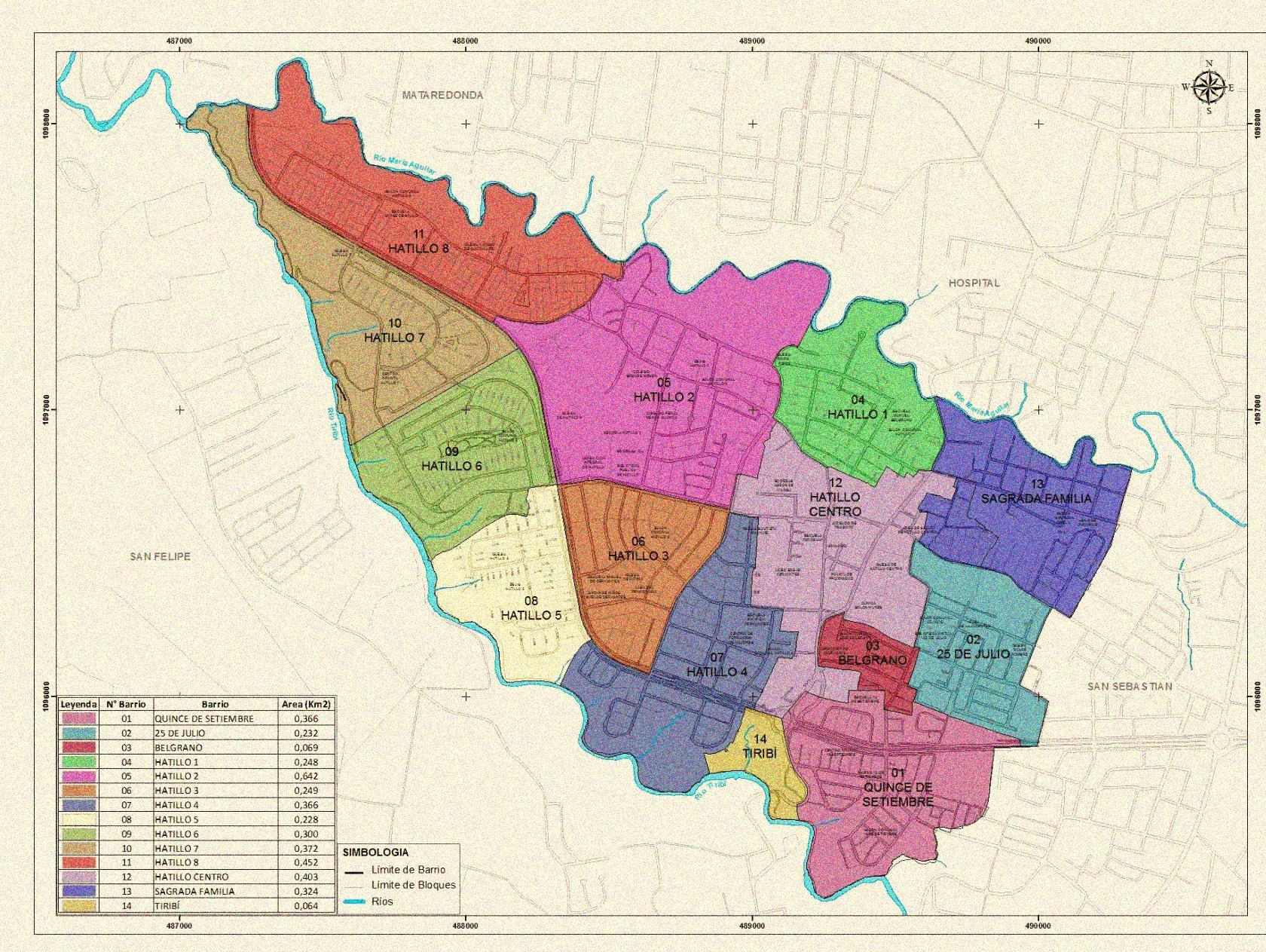

阿蒂略區（西班牙語：Hatillo），是哥斯達黎加的一個區，位於該國中部聖何塞省，始建於1848年12月7日，面積4.27平方公里，海拔高度1,125米，2011年人口50,511，人口密度每平方公里11,829.27人。